# Cortinarius suburaceus
Cortinarius suburaceus är en svampart som beskrevs av M.M. Moser 1986. Cortinarius suburaceus ingår i släktet Cortinarius och familjen spindlingar.   Inga underarter finns listade i Catalogue of Life.